# Fréchencourt
Fréchencourt és un municipi francès situat al departament del Somme i a la regió dels Alts de França. L'any 2007 tenia 229 habitants.

## Demografia

### Població

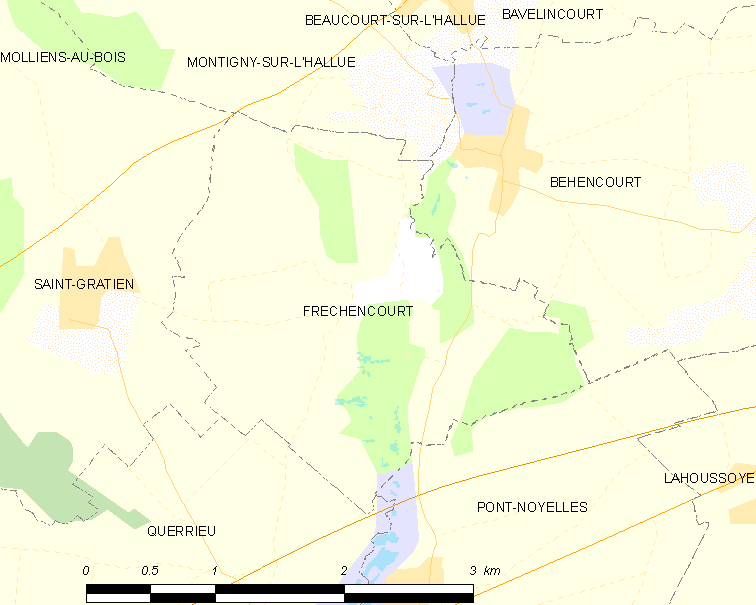

El 2007 la població de fet de Fréchencourt era de 229 persones. Hi havia 84 famílies de les quals 16 eren unipersonals (12 homes vivint sols i 4 dones vivint soles), 20 parelles sense fills, 40 parelles amb fills i 8 famílies monoparentals amb fills.
La població ha evolucionat segons el següent gràfic:
Habitants censats

### Habitatges

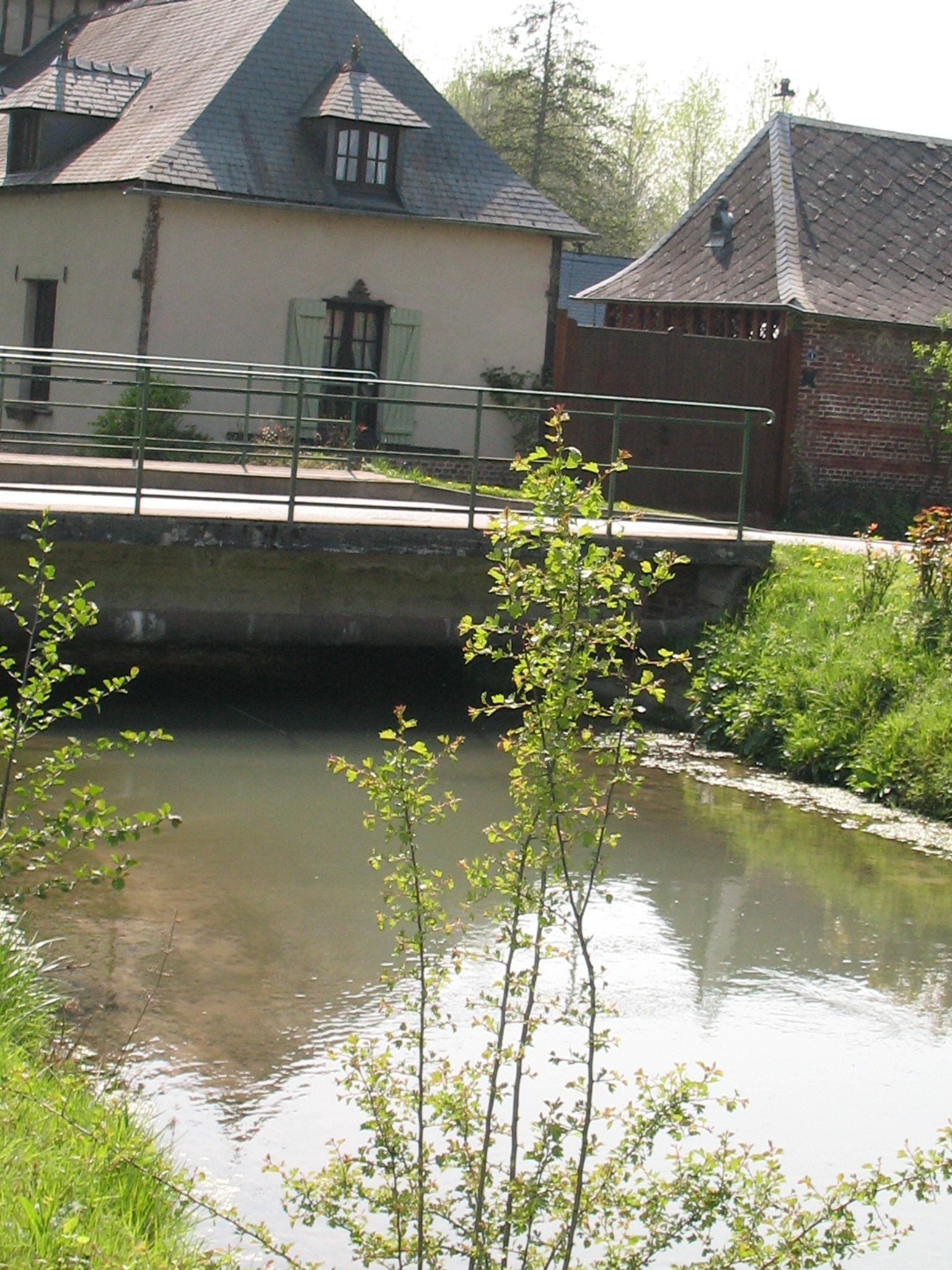

El 2007 hi havia 105 habitatges, 89 eren l'habitatge principal de la família, 5 eren segones residències i 11 estaven desocupats. 99 eren cases i 3 eren apartaments. Dels 89 habitatges principals, 78 estaven ocupats pels seus propietaris, 9 estaven llogats i ocupats pels llogaters i 2 estaven cedits a títol gratuït; 2 tenien dues cambres, 16 en tenien tres, 19 en tenien quatre i 52 en tenien cinc o més. 79 habitatges disposaven pel capbaix d'una plaça de pàrquing. A 26 habitatges hi havia un automòbil i a 55 n'hi havia dos o més.

### Piràmide de població
La piràmide de població per edats i sexe el 2009 era:
| Homes | Edats   | Dones |
| ----- | ------- | ----- |
| 0     | 95 o +  | 0     |
| 0     | 90 a 94 | 0     |
| 0     | 85 a 89 | 0     |
| 0     | 80 a 84 | 4     |
| 0     | 75 a 79 | 0     |
| 12    | 70 a 74 | 12    |
| 4     | 65 a 69 | 0     |
| 0     | 60 a 64 | 4     |
| 8     | 55 a 59 | 8     |
| 12    | 50 a 54 | 0     |
| 16    | 45 a 49 | 20    |
| 8     | 40 a 44 | 8     |
| 4     | 35 a 39 | 12    |
| 4     | 30 a 34 | 4     |
| 16    | 25 a 29 | 0     |
| 0     | 20 a 24 | 8     |
| 12    | 15 a 19 | 12    |
| 8     | 10 a 14 | 16    |
| 4     | 5 a 9   | 4     |
| 0     | 0 a 4   | 4     |

## Economia

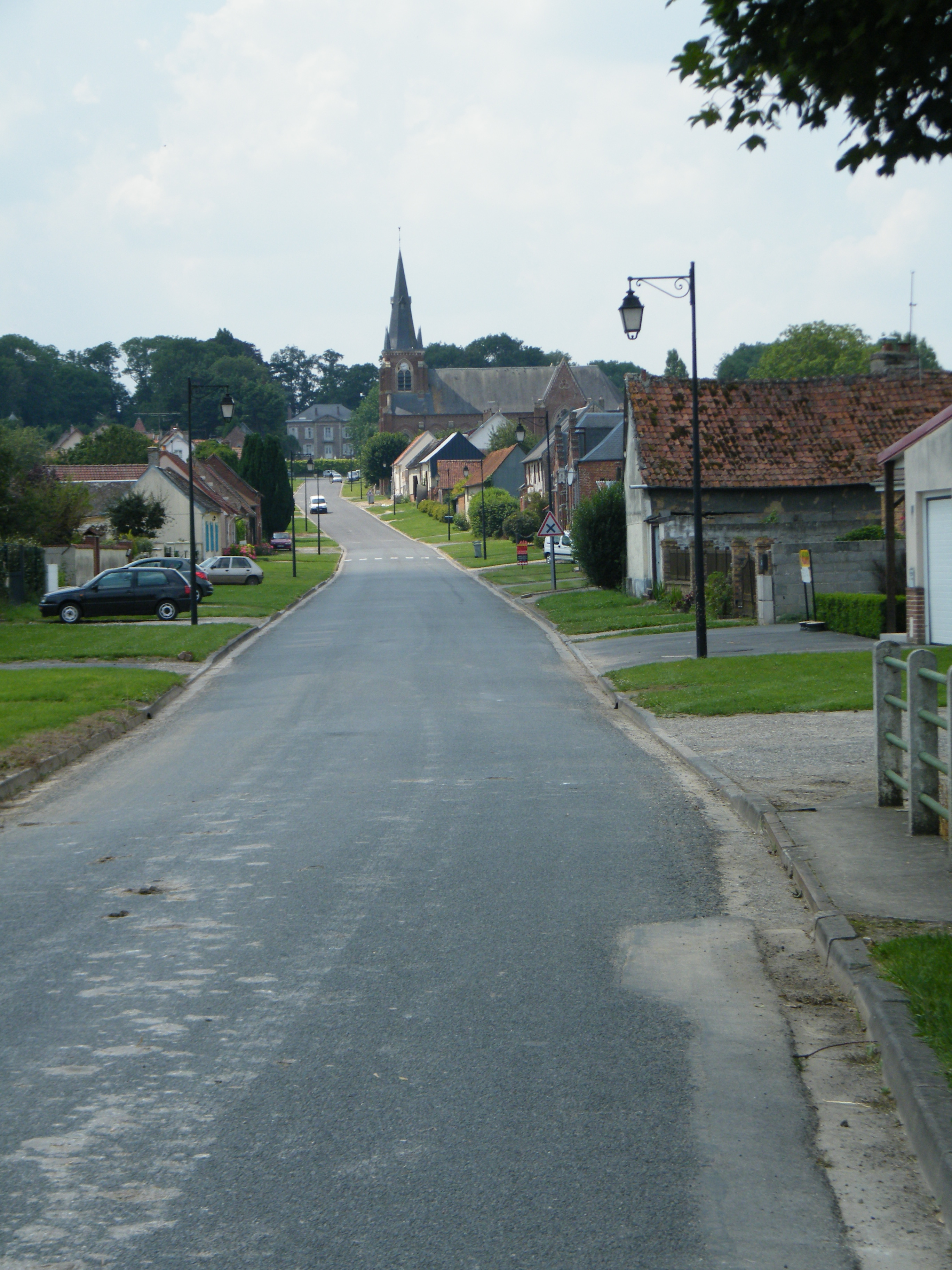

El 2007 la població en edat de treballar era de 170 persones, 123 eren actives i 47 eren inactives. De les 123 persones actives 113 estaven ocupades (59 homes i 54 dones) i 10 estaven aturades (4 homes i 6 dones). De les 47 persones inactives 15 estaven jubilades, 22 estaven estudiant i 10 estaven classificades com a «altres inactius».

### Ingressos

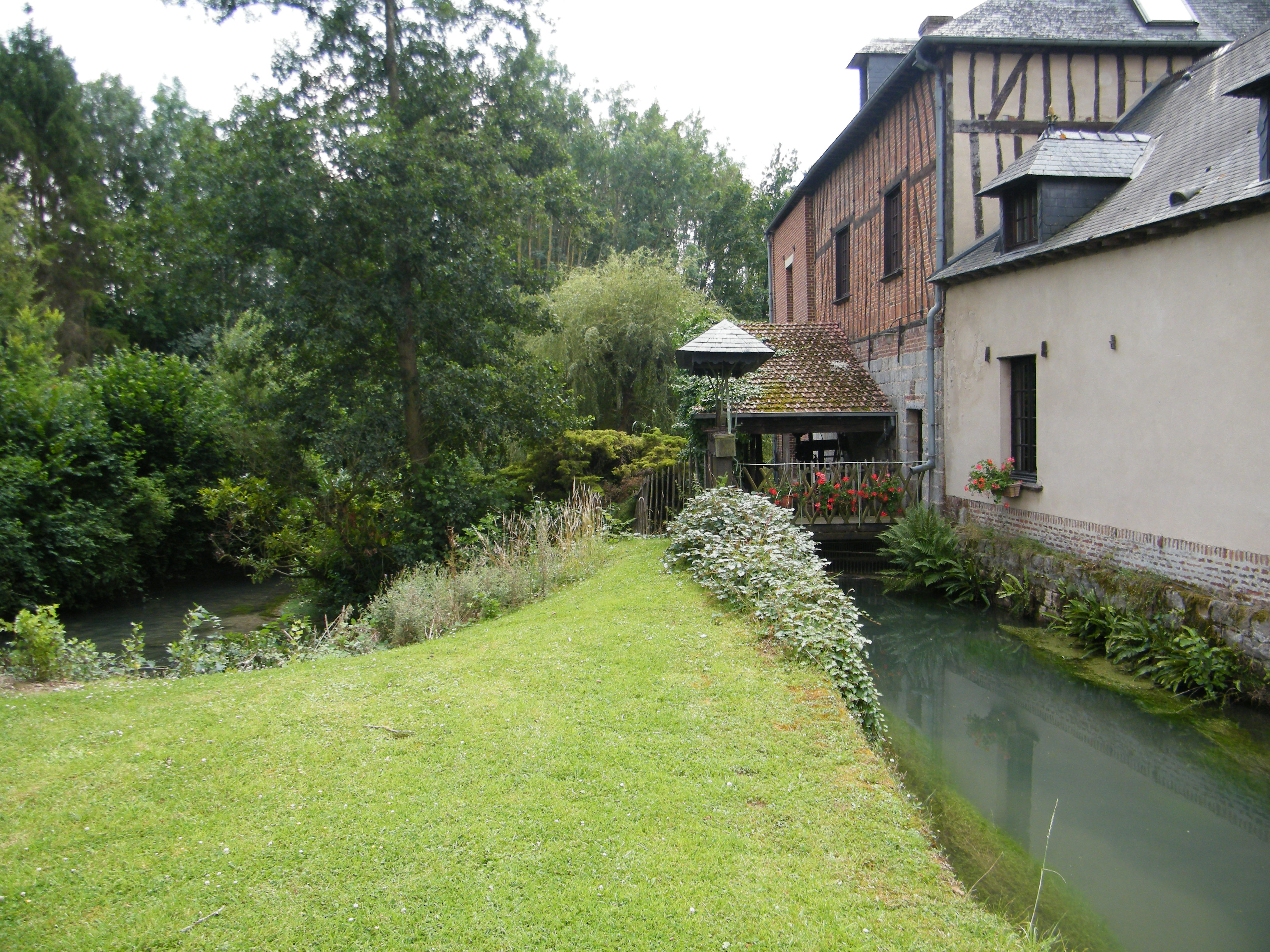

El 2009 a Fréchencourt hi havia 95 unitats fiscals que integraven 248 persones, la mediana anual d'ingressos fiscals per persona era de 20.071 €.

### Activitats econòmiques
Dels 2 establiments que hi havia el 2007, 1 era d'una empresa de comerç i reparació d'automòbils i 1 d'una empresa classificada com a «altres activitats de serveis».
L'únic servei als particulars que hi havia el 2009 era una perruqueria.
L'any 2000 a Fréchencourt hi havia 5 explotacions agrícoles.

## Poblacions més properes
El següent diagrama mostra les poblacions més properes.